# Mauro Reggiani

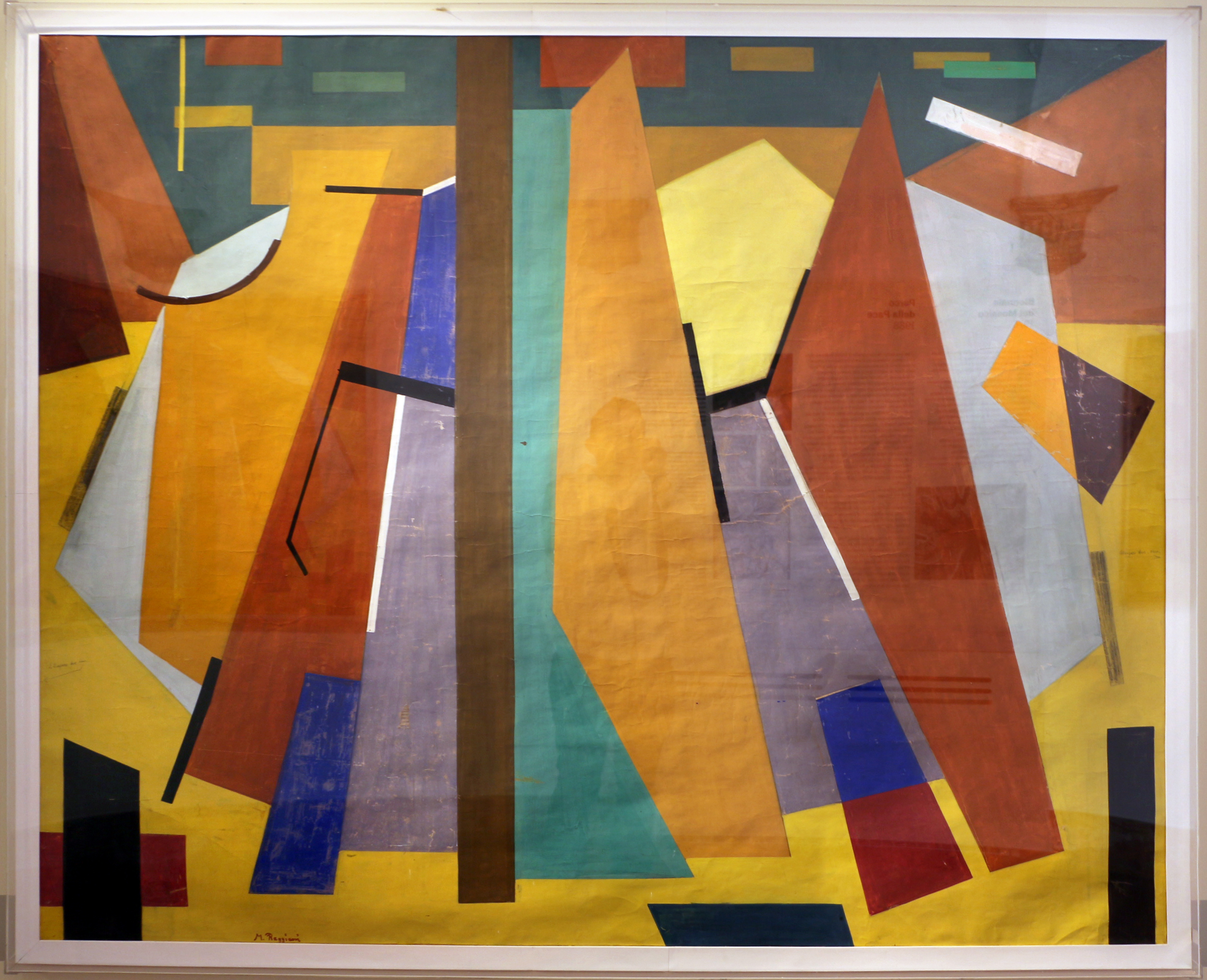
Senza titolo, bozzetto per mosaico (1955), Collezione Mosaici Moderni della Pinacoteca di Ravenna

Mauro Reggiani (Nonantola, 11 agosto 1897 – Milano, 20 maggio 1980) è stato un pittore italiano.

## Biografia
Reggiani nacque a Nonantola, in provincia di Modena, primogenito di Antonio e di Luigia Piccinini. Dopo aver studiato dal 1911 presso l'Regio istituto di belle arti di Modena, parte nel 1917 per il fronte.
Tornato dalla prima guerra mondiale si lega in amicizia con gli artisti Raffaele De Grada, Achille Funi, Giuseppe Graziosi e Pietro Marussig. Nel 1920 si iscrive al Regio istituto di belle arti di Firenze. A Parigi, dove si reca nel 1926 e nel 1930, conosce Vassily Kandinsky, Alberto Magnelli, Jean Arp e Max Ernst. È in questo periodo che la sua arte matura un cambiamento dalla pittura accademica verso l'astrattismo.
Partecipa alla mostra Oreste Bogliardi, Virginio Ghiringhelli, Mauro Reggiani presentano la loro produzione recente organizzata nel 1934 alla Galleria del Milione a Milano. È tra i firmatari del primo manifesto dell'Astrattismo e fautore appassionato di nuove aperture dell'arte e di nuovi rapporti più coerenti con la cultura straniera di avanguardia.
A Torino, nel 1935, espone nella galleria di Casorati e di Paulucci. Nel 1938, viene incaricato di affrescare la chiesa del Villaggio Battisti, in Cirenaica.
Partecipa alle maggiori rassegne nazionali ed estere fino alla forzata parentesi di inattività a causa del secondo conflitto bellico. A guerra finita ritorna a Milano ed espone con il gruppo di Gillo Dorfles, Bruno Munari, Mario Radice, Manlio Rho e Atanasio Soldati. Nel 1956 gli viene dedicata una sala personale alla XXVIII Biennale di Venezia: in quest'occasione riceve il Premio Rai - Radiotelevisione italiana. Tra il 1955 e il 1956 Reggiani divenne titolare della cattedra di ornato e disegno al Liceo artistico presso l’Accademia Albertina e poi ebbe il trasferimento a Milano, presso l’Accademia di Brera, dove rimase fino al 1962.
Nel 1960 partecipa alla mostra storica dell'astrattismo Construction and Geometry in Painting, tenutasi a New York. Nel 1962 una seconda personale gli viene organizzata alla XXXI Biennale di Venezia e quindi, nel 1965, vince il Premio del Parlamento per la pittura alla IX Quadriennale nazionale d'arte di Roma.
Nel 1982 partecipa alla collettiva Maestri e Giovani nel Centro d'Arte Cultura e Costume in via Manzoni 45, a Milano, con una presenza postuma, assieme, tra gli altri, ad Ottone Rosai, Attilio Alfieri, Virgilio Guidi, ai giovani Lino Riccardi e Nino Bonacina, a Ernesto Treccani, Domenico Purificato, Remo Brindisi, Tonino Scuccimarra, Galliano Mazzon.
Reggiani è una delle figure più significative di un momento ben preciso della cultura italiana, quando ebbero origine quelle aspirazioni e quelle tendenze di rinnovamento che la misero in agitazione, imbrigliata dal pesante giogo del momento storico. Può considerarsi il pioniere dell'astrattismo in Italia assieme a Alberto Magnelli, Enrico Prampolini, Atanasio Soldati.
Riposa a Milano, al Cimitero di Lambrate.
Nella sua carriera prese parte a 14 edizioni della Biennale di Venezia, 3 edizioni della Biennale di San Paolo, 6 edizioni della Quadriennale di Roma e a numerose altre rassegne nazionali e internazionali.

## Stile
È considerato il padre dell'astrattismo geometrico.
Specificatamente:
- astrattismo: perché la visione di Reggiani si svolge con coerente e rigorosa evoluzione, sempre legata ad una disciplina formale che rifiuta ogni compiacimento decorativo;
- geometrico: perché la rappresentazione delle forme è esaltata da una fantasia inventiva grafica di efficace originalità, in cui l'artista tende ad una ricerca di espressione assoluta.

E la meditata architettura dei rapporti di colore significa, per Reggiani, una aspirazione di carattere spirituale.